# Peire Vidal

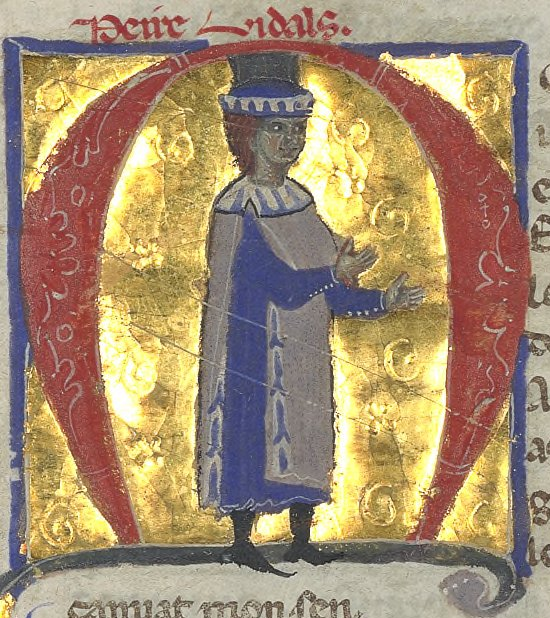
Peire Vidal, con su nombre encima, representado en un cancionero del.

Peire Vidal o Peire Vidals (1150-1210) fue un trovador occitano de Toulouse, en activo de 1175 a 1205. Hijo de un peletero; fue protegido del conde Ramón V de Tolosa, en cuya corte comenzó su carrera. 
Más tarde estuvo al servicio del vizconde Barral de Marsella, de Alfonso II el casto, rey de Aragón y conde de Barcelona, de Bonifacio de Montferrato y de Ricardo Corazón de León. 
Presumía de ser el mejor de los caballeros y el más enamorado, pero en su poesía también se expresa la nostalgia por la ausencia de su país. 
Viajó por Palestina, Italia, Europa central y Malta. Fue consejero de grandes personajes de su tiempo y uno de los máximos representantes del trovar leve.
Con fama de petulante y fanfarrón, Martín de Riquer le describe como "rebosante de ingenio y de agudeza, verboroso, espontáneo y transparentando una auténtica simpatía personal, siempre halla pretextos para componer canciones y raramente deja de ser brillante y agudo".
Se conservan cuarenta y cinco de sus canciones. Las doce melodías que aún se conservan reflejan el mérito de su reputación como músico.

## Poesías
- Cent cavaliers ai totz sols pres
- Cent domnas sai que cascuna-m volia
- Anc no mori
- De mots ricos no tem Peire Vidal

## Galería

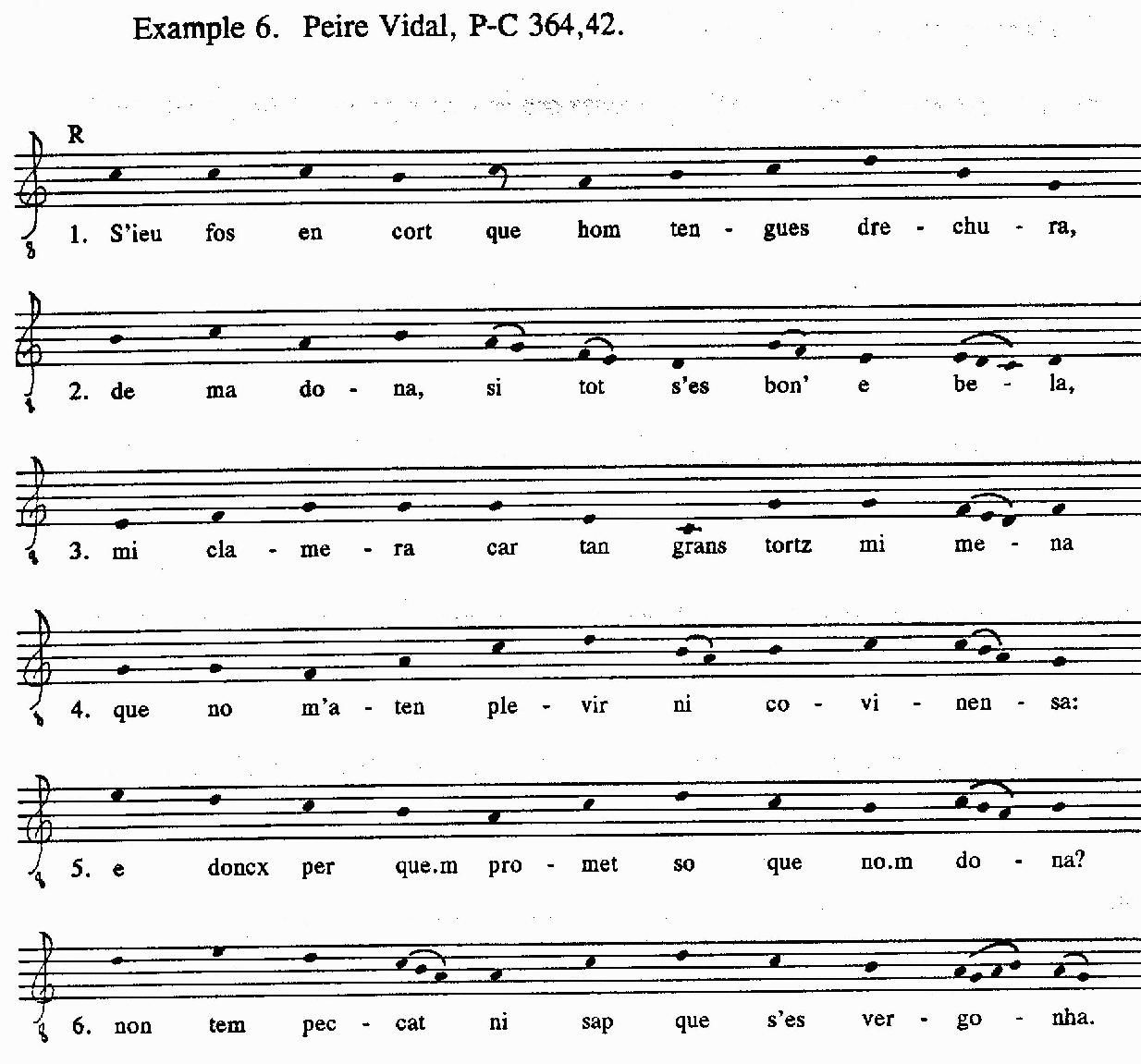
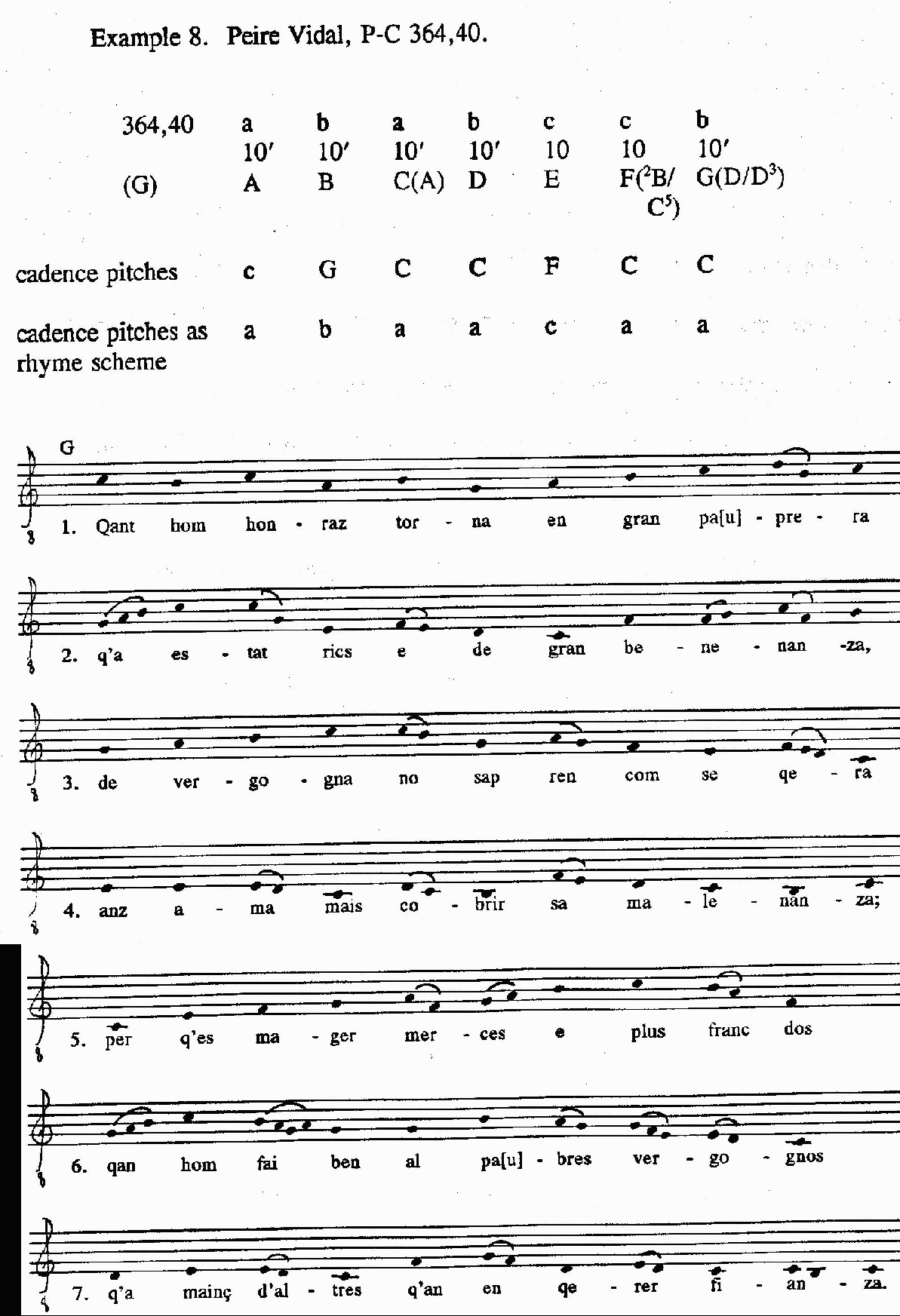
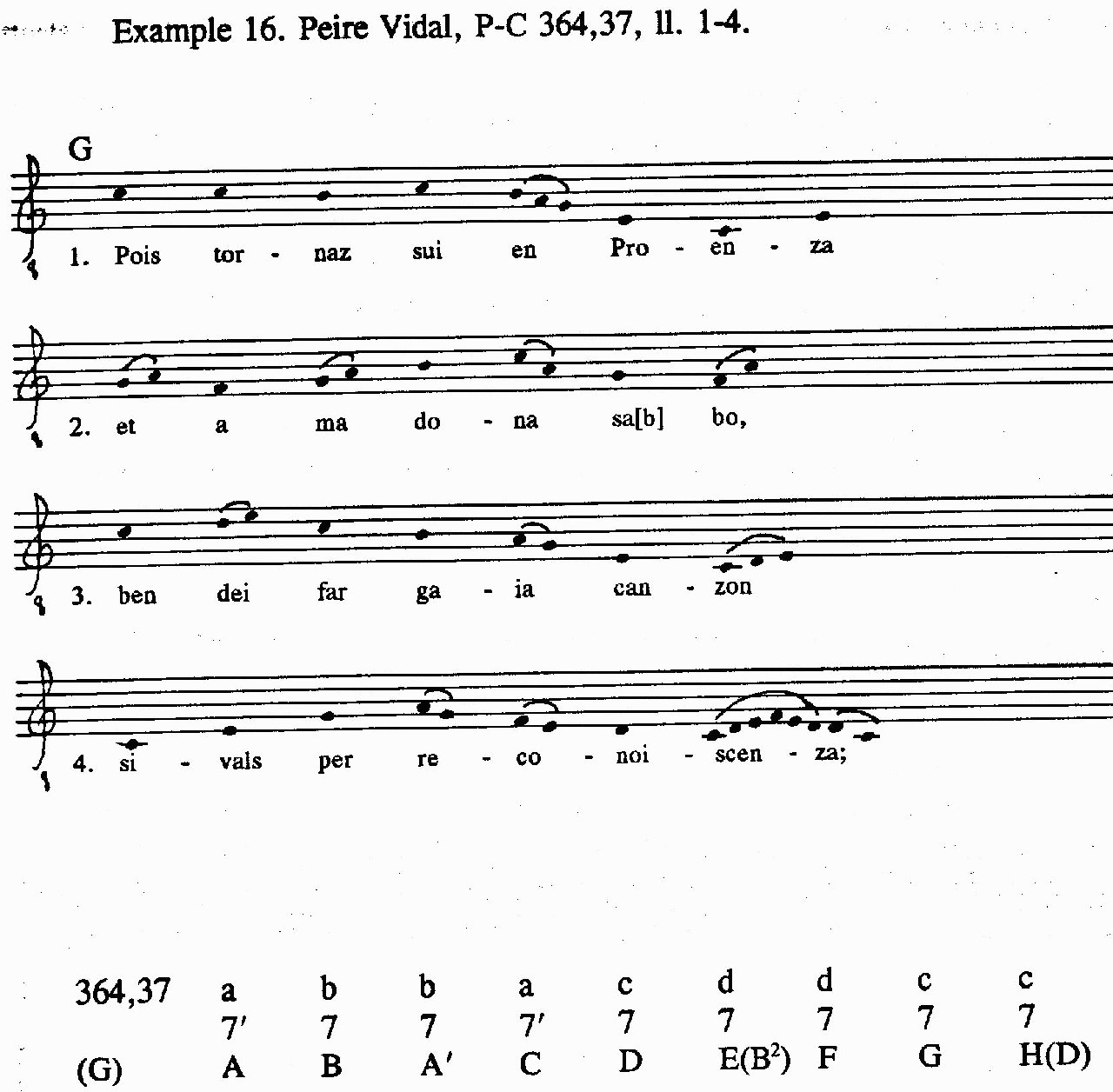
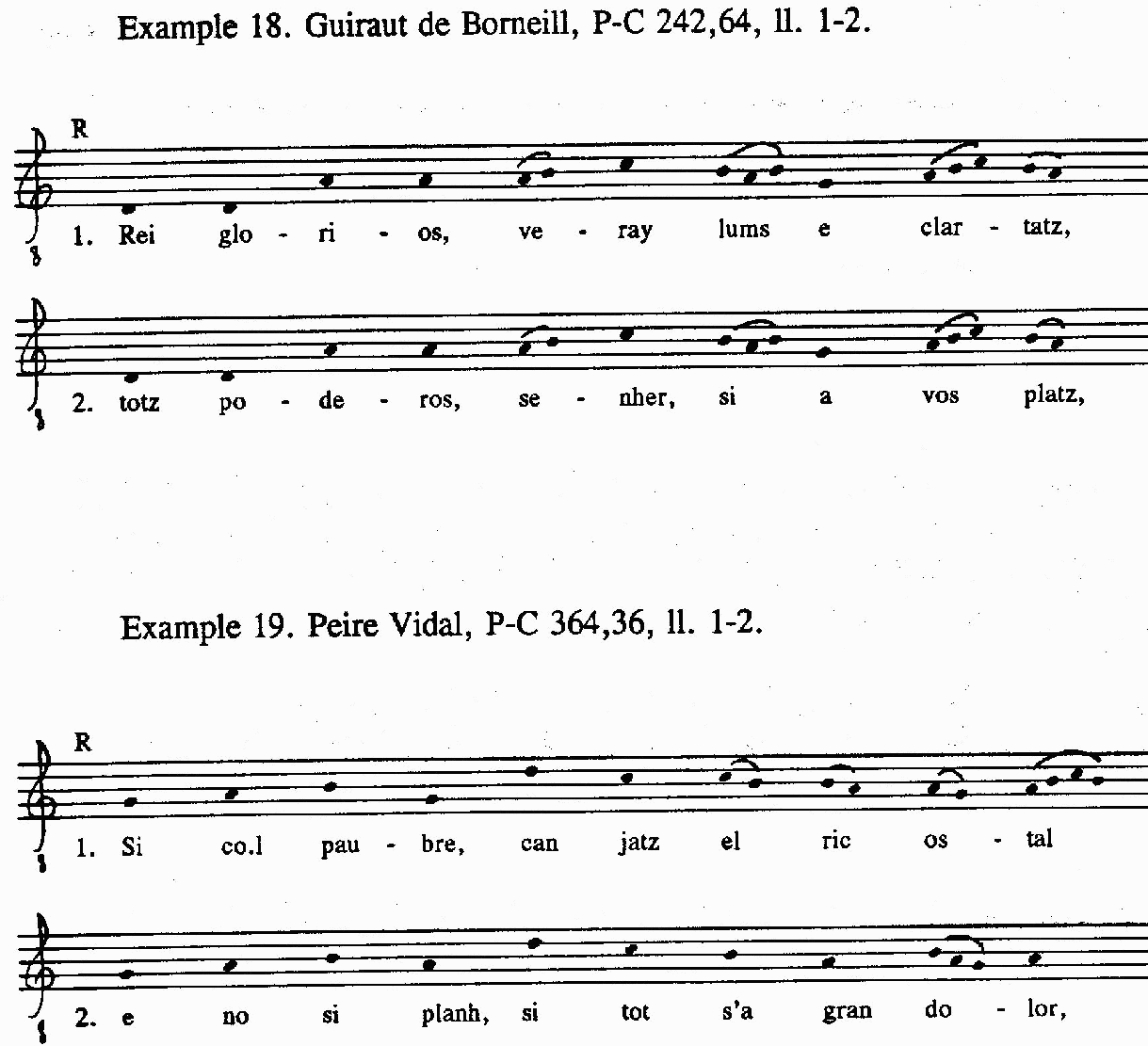
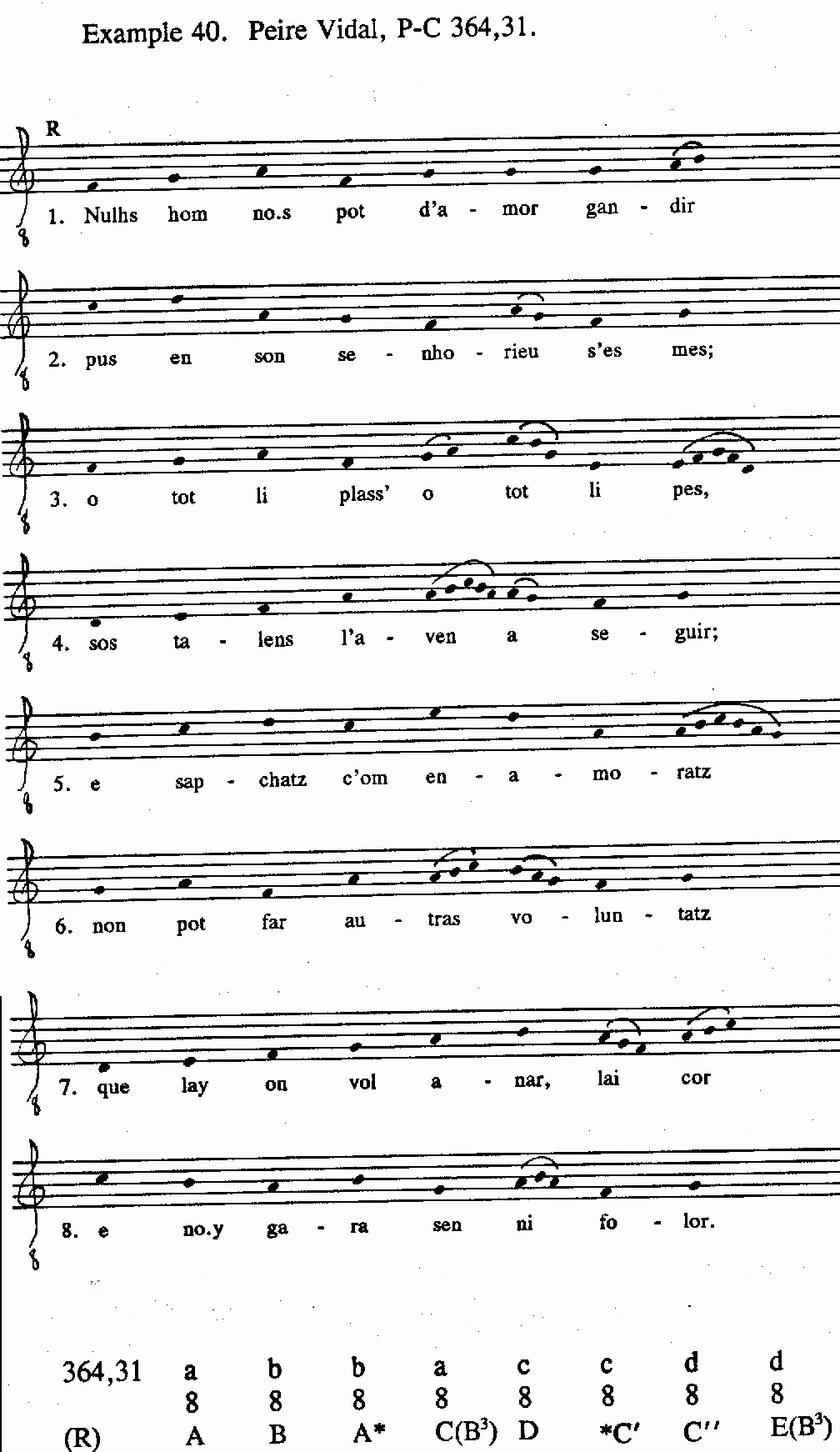

- Wikimedia Commons alberga una categoría multimedia sobre Peire Vidal.